# Qazi Muhammad
Qazi Muhammad o Kadi Muhammad (kurd: قازی محه‌مه‌د, Qazî Mihemmed) (Mahabad, 1 de maig de 1893 - 31 de març de 1947) fou un líder religiós i nacionalista kurd que va liderar la república de Mahabad, el segon estat kurd republicà modern després de la república de l'Ararat. Era fill d'una família de notables i juristes de Mahabad. Un dels seus fills, Ali Qazi, és encara avui dia una personalitat del moviment nacional kurd. Una filla, Efat Ghazi, va morir per una carta bomba a Suècia el 1990 que anava dirigida al seu marit Amir Ghazi, un activista kurd, i es va especular amb la implicació del govern iranià.

## Biografia
Després de l'ocupació russo-britànica de Pèrsia (25 d'agost de 1941) i l'abdicació de Reza Shah (16 de setembre de 1941) els kurds que van quedar entre les zones britàniques i soviètica van poder desafiar al poder central. Hama Rasghid Khan de Paneh va iniciar la revolta i amb el suport de les tribus es va apoderar de la regió de Sardasht-Baneh-Marivan (estiu de 1942). El setembre de 1942 en el territori que controlaven, del que havia desaparegut l'autoritat central i era terra de ningú, es va instal·lar un govern autònom del Komelai Jiyani Kurdistan (Comitè de Resurrecció del Kurdistan), conservador, format per burgesos i ciutadans urbans de Mahabad, antiga Sawdj-Bulak, però al que es van unir els caps religiosos, i els caps tribals. L'administració kurda fou fins al final del 1945 un model de bona organització. Kadi o Qazi Muhammad va agafar la direcció de l'administració provisional (octubre de 1944) i el 16 d'agost de 1945 va fundar el Partit Democràtic del Kurdistan Iranià, més progressista, democràtic i transparent (el Komelai Jiyani Kurdistan era una organització secreta).
Al final de la II Guerra Mundial es va considerar l'ocasió favorable. El setembre de 1945, Qazi Muhammad i altres líders kurds van visitar Tabriz per buscar el suport del cònsol soviètic per fundar una nova república, i foren redirigits a Bakú, capital de la República Socialista Soviètica de l'Azerbaidjan. Allà, s'assabentaren que el Partit Democràtic de l'Azerbaidjan (iranià) estava planejant prendre el control de l'Azerbaidjan Iranià. El 10 de desembre, el Partit Democràtic agafava el complet control de la província de l'Azerbaidjan Oriental i expulsava a les forces iranianes, formant el govern popular de l'Azerbaidjan. Qazi Muhammad decidia fer el mateix, i el 15 de desembre es formava el govern popular kurd.
L'11 de gener el govern va decidir que es proclamaria la república i el 13 de gener el mateix Qazi va dissenyar el que seria la bandera nacional i va donar la volta a la bandera posant la franja verd a la part inferior i la vermella a la superior, dient que a Kurdistan tot havia de ser nou, fins i tot la bandera; al centre hi hauria l'escut nacional o el sol, emblema del Komelai Jiyani Kurdistan diferent del sol utilitzat per la societat Hoyboun (o Khoyboun = Independència); els colors adoptats recollien els de les antigues banderes (regne del Kurdistan i bandera de la república de l'Ararat) i també els colors de l'Iran, al govern del qual es van enviar emissaris per negociar l'autonomia. El 22 de gener de 1946 Qazi Muhammad proclamava la república del Kurdistan a Mahabad amb estrets lligams amb la república autònoma de l'Azerbaidjan que s'havia format a Tabriz.
L'exèrcit era reduït, i estava format per membres de les tribus i sota quatre generals un dels quals era Molla Mustafà Barzani, que havia vingut de l'Iraq amb un contingent de peixmergues ben equipats. El 26 de març de 1946, a causa de pressió dels poders occidentals com els Estats Units, els soviètics prometien el govern iranià que es retirarien fora de l'Iran nord-occidental. Quan els russos van deixar de protegir la república de l'Azerbaidjan (maig de 1946) l'exèrcit iranià va recuperar la província: el juny, l'Iran reafirmava el seu control sobre Azerbaidjan iranià. La república kurda va quedar aïllada. La situació de bloqueig econòmic per manca d'ajut soviètic feia perdre suport a la república, i les tribus començaven a desertar; fins i tot un dels generals, Amir Khan, va abandonar.
El 5 de desembre de 1946 el consell de guerra li va assegurar a Qazi Muhammad que lluitarien i resistirien a l'exèrcit iranià si aquest intentava entrar a la regió. El 14 de desembre els iranians entraven a la república i el 15 de desembre ocupaven Mahabad i els kurds foren rebutjats; la resta del país a l'oest del llac Urmia fou ocupada en els següents dies. Kazi Muhammad va fer submissió però es va negar a fugir del país i va considerar efeminat a Jafar Pishevari (el cap de la república de l'Azerbaidjan Iranià) per haver marxat a l'exili a la Unió Soviètica. Qazi fou acusat de traïció i penjat a la plaça central de Mahabad el 31 de març de 1947, junt amb altres caps del moviment. L'autonomia havia durat 11 mesos.